# 溫布勒雷什蒂鄉
45°43′N 27°28′E / 45.717°N 27.467°E
溫布勒雷什蒂鄉（羅馬尼亞語：Comuna Umbrărești, Galați），是羅馬尼亞的鄉份，位於該國東部，由加拉茨縣負責管轄，面積81平方公里，海拔高度21米，2007年人口7,094，人口密度每平方公里88人。